# Superliga de Colombia
Superliga de Colombia (oficiálním sponzorským názvem Superliga BetPlay Dimayor) je fotbalová soutěž v Kolumbii pořádaná organizací DIMAYOR (División Mayor del Fútbol Colombiano), de facto jde o kolumbijský fotbalový superpohár. Jedná se o dvojutkání mezi vítězi dvou fází nejvyšší kolumbijské ligy - Apertury a Finalización. První ročník se uskutečnil v roce 2012.

## Přehled utkání
Pozn.: vítěz označen tučně

| Rok  | Vítěz (tituly)             | Finalista         | Výsledek           |
| ---- | -------------------------- | ----------------- | ------------------ |
| 2012 | Atlético Nacional (1)      | Junior            | 3:1, 3:0           |
| 2013 | Independiente Santa Fe (1) | Millonarios FC    | 2:1, 1:0           |
| 2014 | Deportivo Cali (1)         | Atlético Nacional | 2:1, 0:1, 4:3 pen. |